# Animal Lover
Albums de The Residents
Demons Dance Alone
(2002) The River of Crime (Episodes 1-5)
(2006)
Animal Lover est le titre d'un album des Residents.

## Titres
| No  | Titre                            | Durée |
| --- | -------------------------------- | ----- |
| 1.  | On the Way (to Oklahoma)         | 4:06  |
| 2.  | Olive and Gray                   | 4:07  |
| 3.  | What Have My Chickens Done Now?  | 4:24  |
| 4.  | Two Lips                         | 2:43  |
| 5.  | Mr. Bee's Bumble                 | 3:28  |
| 6.  | Inner Space                      | 4:15  |
| 7.  | Dead Men                         | 3:25  |
| 8.  | My Window                        | 5:20  |
| 9.  | Ingrid's Oily Tongue             | 1:55  |
| 10. | Mother No More                   | 3:19  |
| 11. | Dreaming of an Anthill (Teeming) | 2:23  |
| 12. | Elmer's Song                     | 4:34  |
| 13. | The Monkey Man                   | 4:01  |
| 14. | The Whispering Boys              | 4:27  |
| 15. | Burn My Bones                    | 6:19  |